# Anthylla
Anthylla là một thành phố cổ đại thuộc Hạ Ai Cập, nó nằm ở ven nhánh Canopus của sông Nile. Herodotos và Athenaeos ghi lại rằng nó cung cấp các đồ đạc và đồ dùng cho nữ hoàng của Ai Cập. Đôi khi nó được cho là thành phố cổ đại Gynaecopolis.